# Vrijgeweid
Het Vrijgeweid was een gemene weide die zich uitstrekte op het grondgebied van de voormalige gemeenten Ruddervoorde (nu een deelgemeente van Oostkamp en Zwevezele (nu een deelgemeente van Wingene), met een oppervlakte van ongeveer 330 hectaren. Het was een onderdeel van het leengoed van Wijnendale en maakt deel uit van het grote heidegebied Bulskampveld.

## Ontstaan
Het oudste vermelde document dateert van 28 april 1424. Het is een verdrag tussen Adolf IV, hertog van Kleef, leenheer van Wijnendale, en de laten, waarin de bestuursregels van het Vrijgeweid vastgelegd werden. Op 12 september 1514 en 17 juli 1727 werden wettelijke afschriften van het origineel gemaakt. Of deze documenten nog bestaan en waar ze zich bevinden is onbekend.

## Juridische disputen tijdens de negentiende eeuw
Alhoewel het Vrijgeweid ontsnapte aan onteigening tijdens de Franse tijd, raakte het toch verwikkeld in een reeks juridische procedures die de financiële middelen van de bezitters (laten of vrijlaten genoemd) uitputten. Tegelijk werd duidelijk dat zowel ten behoeve van de landbouw als omwille van de volksgezondheid (het was deels moerassig gebied) ingrijpende infrastructuurwerken moesten uitgevoerd worden.
Na overleg met de hoofdmannen van het Vrijgeweid en de gemeentebesturen van Ruddervoorde en Zwevezele verscheen op 31 oktober 1847 een koninklijk besluit waarbij het Vrijgeweid ter beschikking werd gesteld van de overheid. Deze zou de nodige werken uitvoeren om het gebied te ontginnen en daarna de gronden verkopen. De netto-opbrengst zou toekomen aan de laten. Op 12 juni 1854 volgde een nieuw koninklijk besluit waarbij het beheer van het Vrijgeweid overgedragen werd aan een Bestuurlijke Commissie, die de gronden openbaar zou verpachten en met de pachtopbrengst de ontginningswerken zou voortzetten en de reeds door de overheid gemaakte kosten zou terugbetalen.
De Bestuurlijke Commissie beheerde het gebied tot aan de Tweede Wereldoorlog. De inkomsten werden niet alleen gebruikt voor de aanleg en het onderhoud van wegen en waterlopen, maar er werden ook subsidies verleend aan de weldadigheidsinstellingen van Ruddervoorde en Zwevezele, wat tot conflicten met de oorspronkelijke gerechtigden leidde. Het laatste teruggevonden gerechtelijk document dateert van 1906, de laatste rekening van 1939-1940.

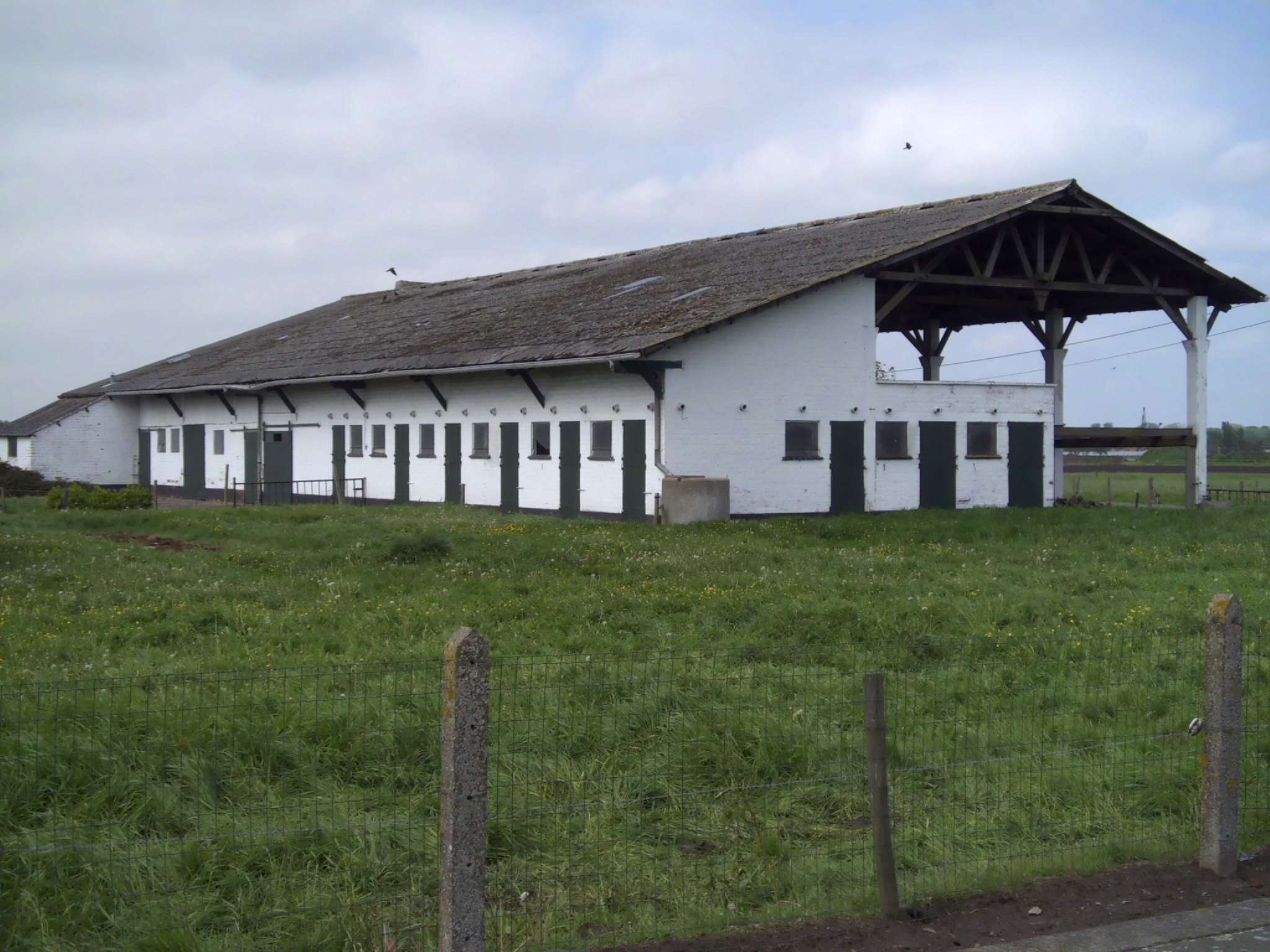
'Witte hoeve' in het Vrijgeweid te Oostkamp-Ruddervoorde.

## Witte boerderijen
Na de Tweede Wereldoorlog werd een definitief punt gezet achter de juridische discussies. In de jaren 1950 werd het gebied onteigend. De Nationale Maatschappij voor de Kleine Landeigendom herverkavelde het gebied in functie van de toenmalige landbouwtechnieken en bouwde een reeks boerderijen in een eenvormige stijl, die bekend geworden zijn als de witte boerderijen.

## Opheffing
Bij besluit van de Vlaamse Regering van 29 oktober 2010 werd de watering Het Vrijgeweid opgeheven. Het vermogen van de watering kwam toe aan de provincie West-Vlaanderen. Het gemaal werd overgedragen aan het gemeentebestuur van Oostkamp.

## Landinrichtingsplan
In 2011 presenteerde de Vlaamse Landmaatschappij, de rechtsopvolger van de Nationale Maatschappij voor de Kleine Landeigendom, een voorstel voor landinrichting van het gebied Groenhove-Vrijgeweid.

## Voetnoten
1. ↑  Deze onteigening werd betwist. De regionale pers heeft hierover in de jaren 1945-1950 uitvoerig geschreven.(Erfgoed Brugge)